# طواف إيطاليا 1909
طواف إيطاليا 1909 (بالإنجليزية: 1909 Giro d'Italia)‏ هو سباق دراجات هوائية، وهو الموسم رقم 1 من السباق، وأقيم خلال الفترة 13 مايو 1909، وحتى 30 مايو 1909، وامتدّ لمسافة 2447.9 كيلومتر، وهو من نوع سباق المرحلة، وقد شارك في السباق 127 متسابقاً ووصل إلى نهايته 49 متسابقاً.
فاز فيه بالمركز الأول لويجي جانا، وبالمركز الثاني Carlo Galetti ‏، وبالمركز الثالث Giovanni Rossignoli ‏، والفريق الفائز في ترتيب الفرق Atala.

## الفرق
| فرق دراجات محترفة (9)- Alcyon (cycling team) ‏ - Atala (cycling team) ‏ - Bianchi (cycling team) ‏ - Legnano (cycling team) ‏ - Peugeot (cycling team) ‏ - Stucchi‏ - Piomagno‏ - Rudge Whitwort ‏ - Felsina‏ |  |
| |  |

## المراحل
| قائمة المراحل | قائمة المراحل | قائمة المراحل    | قائمة المراحل | قائمة المراحل | قائمة المراحل        | قائمة المراحل  |
| المرحلة       | التاريخ       | الدورة           |               | المسافة (كم)  | الفائز بالمرحلة      | القائد العام   |
| ------------- | ------------- | ---------------- | ------------- | ------------- | -------------------- | -------------- |
| 1             | 13 مايو       | ميلانو – بولونيا | مرحلة مستوية  | 397           | Dario Beni ‏          | Dario Beni ‏    |
| 5             | 23 مايو       | روما – فلورنسا   | مرحلة مستوية  | 346٫5         | لويجي جانا           | لويجي جانا     |
| 6             | 25 مايو       | فلورنسا – جنوة   | مرحلة جبلية   | 294٫1         | Giovanni Rossignoli ‏ | لويجي جانا     |
| 7             | 27 مايو       | جنوة – تورينو    | مرحلة جبلية   | 354٫9         | لويجي جانا           | لويجي جانا     |
| 4             | 20 مايو       | نابولي – روما    | مرحلة مستوية  | 228٫1         | لويجي جانا           | لويجي جانا     |
| 2             | 16 مايو       | بولونيا – كييتي  | مرحلة مستوية  | 378٫5         | Giovanni Cuniolo ‏    | لويجي جانا     |
| 3             | 18 مايو       | كييتي – نابولي   | مرحلة جبلية   | 242٫8         | Giovanni Rossignoli ‏ | Carlo Galetti ‏ |
| 8             | 30 مايو       | تورينو – ميلانو  | مرحلة مستوية  | 206           | Dario Beni ‏          | لويجي جانا     |

## التصنيف العام النهائي
| التصنيف العام | التصنيف العام        | التصنيف العام | التصنيف العام | التصنيف العام |        |
| الدراج        | الدراج               | البلد         | الفريق        | الوقت         | السرعة |
| ------------- | -------------------- | ------------- | ------------- | ------------- | ------ |
| 1.            | لويجي جانا           | إيطاليا       | Atala-Dunlop  |               |        |
| 2.            | Carlo Galetti ‏       | إيطاليا       | Legnano       |               |        |
| 3.            | Giovanni Rossignoli ‏ | إيطاليا       | Legnano       |               |        |
| 4.            | Clemente Canepari ‏   | إيطاليا       | Legnano       |               |        |
| 5.            | Carlo Oriani ‏        | مملكة إيطاليا | Stucchi       |               |        |
| 6.            | Ernesto Azzini ‏      | مملكة إيطاليا |               |               |        |
| 7.            | Dario Beni ‏          | إيطاليا       | Bianchi       |               |        |
| 8.            | إنريكو سالا          | إيطاليا       | Bianchi       |               |        |
| 9.            | Ottorino Celli ‏      | إيطاليا       | Bianchi       |               |        |
| 10.           | Giovanni Marchese    | إيطاليا       | Legnano       |               |        |

### تصنيف النقاط
| الدراج | الدراج | البلد | الفريق | النقاط | السرعة |  |